# Samy Sam Beats
Samy Sam Beats (né à Lisbonne, au Portugal), de son vrai nom Samuel José Almeida dos Santos Lopes, est un musicien, chanteur, producteur et auteur-compositeur luxembourgeois d'origine capverdienne.
Depuis ses débuts en 2009, il se fait connaître dans la kizomba. C’est en 2013, qu'il commence sa carrière de compositeur et sort des remixes et projets en collaboration avec plusieurs artistes. Le titre Meche Bo Polpa lui permet de se faire un nom. En 2014 il lance une mixtape, intitulée Cocktail Muzik vol.1 avec son premier groupe. C'est avec le single de Cara Pordre qu'il lance officiellement sa carrière de beatmaker. 

## Biographie

### Jeunesse
Amoureux de la musique depuis son adolescence, l'artiste Samy Sam Beats tire ses premières influences musicales dans le Rap US et français : ses coups de cœur musicaux sont Dr Dre, 50 Cent, La Fouine et Booba. Dès l'âge de 12 ans, le futur Samy Sam Beats entame ses premiers pas dans le Rap game en écrivant ses premiers textes en français avec un groupe de camarades. Il forme ainsi son premier groupe en tant que rappeur et pose sur des instrumentales de face B. Il développe rapidement sa carrière de compositeur à l'âge de 14 ans grâce au logiciel Fruity Loops et entame sa carrière en tant que beatmaker[réf. nécessaire]. 

### Carrière
Peu de temps après ses débuts en studio, Samy Sam Beats prend un tournant décisif dans sa carrière d'artiste : changement de direction musicale en se tournant vers le style kizomba, et cela coïncide avec la montée en puissance de ce genre musical. L'artiste cap-verdien Elji Beatzkilla est d'ailleurs une de ses grandes influences. Le rap reste un élément fondateur dans sa production musicale. En 2014, il émerge sur la scène kizomba grâce à la popularité de ses chansons Cara Podre, Aguenta So et en 2016 avec Magic Room. Nombre de DJ lui emboîtent le pas et diffusent ses morceaux dans les plus grands festivals de kizomba avec grand succès[réf. nécessaire].  
En 2014, Samy Sam Beats endosse, à son tour, la casquette de DJ et répond à des sollicitations aux quatre coins de l'Europe avec des performances en Belgique, Pologne, Suisse, Luxembourg, Martinique et France métropolitaine. Dans le même temps, le DJ, au succès grandissant, continue d'innover en tant que compositeur et créé des remixes au succès retentissant de Coco du rappeur O.T. Genasis (version remix afro house avec DJ Pingusso) et Panda du rappeur Desiigner (version afro house). Ces deux singles ont très rapidement dépassé le million vues sur YouTube. Le succès est tout aussi retentissant dans les clubs et sur les ondes radios de musique latine, urbaine, kizomba au Luxembourg, France, Belgique, Pays-Bas, Suisse, Ukraine, Italie et le Portugal. Il est régulièrement sollicité pour des collaborations avec de grands artistes internationaux et de genres musicaux variés. En 2016, il fait une pause pour se concentrer à sa vie de famille, mais continue de composer. C'est en 2019 qu'il se reprend le micro avec l'artiste Nytt, et rencontre Adriel Trombin qui devient son manager. Fin 2019, il signe avec le label indépendant Vessau Group, et lance en 2022 son album solo[réf. nécessaire].   
En 2020, il lance son nouveau projet solo intitulé Vida, sous la signature de Vessau Group le label de l'artiste Pegguy Tabu. Il commence son projet avec trois singles dont une collaboration avec l'artiste Kaysha. C'est en 2021 qu'il revient avec des nouvelles chansons, retour à ses racines avec une saveur cap-verdienne. Le morceau Ulim Ta Bai met en scène deux étoiles montantes cap-verdiennes; la chanteuse Ceuzany et le rappeur Kiddye Bonz. Le titre est le récit de deux visions artistiques différentes; d'une part, le désir d'un artiste de renouer avec son pays d'origine. De l'autre, un autre artiste qui veut découvrir le monde. Sur un autre morceau il invite l'artiste et producteur de la République Dominicaine Topo La Maskera dans une musicalité moombathon et pour finir son projet deux morceaux se rajoutent dont un en hommage à l'artiste Cesária Évora en featuring avec Kiddye Bonz. Pour finir un dernier feat avec Pegguy Tabu pour clore le projet.  

### Vida
Vida, sorti en 2022, est le premier album solo de Samy Sam Beats, qui est un projet de dix titres, comprenant une variété de genres musicaux - kizomba, reggaeton, trap, hip-hop et afrobeats. Vida contient une panoplie d'invités comme Kaysha. Topo La Maskera, Ceuzany, Kiddye Bonz et Pegguy Tabu. Vida, a été lancé avec le freestyle Cara Podre et les morceaux Vida, Bananas en featuring avec Kaysha et No Puedo Mas pour annoncer le projet. Les singles Toma Tu Palo en featuring avec Topo La Maskara, Sangue De Beirona en featuring avec Kiddye Bonz, Ulim Ta Bai en featuring avec Kiddye Bonz et Ceuzany ont été successivement déployés à intervalles réguliers en guise de mise en bouche. Une version acoustique de la chanson Vida et une instrumentale de Kizomba sont disponibles, respectivement, pour les fans de Samy Sam Beats et amateurs de danse Kizomba et un dernier featuring avec Pegguy Tabu sur le titre Jamais. 
Le projet est porté par le label Vessau de l'artiste Pegguy Tabu. Le directeur artistique de grande renommée Pegguy Tabu a collaboré avec de grands noms de la scène musicale française tels que Diam's, Vitaa, Booba, Youssoupha ainsi que de la musique urbaine, américaine et africaine[réf. nécessaire].

## Discographie

### Collaborations
- Elizio - Call me Dada
- Elizio - Nossa Drena
- RealOrBeatz - Move
- DJ Pingusso - Coco Afro House Remix
- Heyvi - What About Yo (feat. Daddy Killa)
- Nytt - J'ai pas ton temps
- Nytt - Kéloké
- Nytt - Zoum Zoum
- Nytt - Toast
- Nytt - Plate (feat. Jon)
- Nytt - On s'en balec
- Nytt - Compliqué
- Kaysha - Evil Tarraxo (feat. Shelly'M)
- Kaysha - Soledad (feat. RLynda, BabyBang)
- Kaysha - Malembe Malembe Remixes (feat. Stezy Zimmer)